# Nina (Estland)
Nina (Duits: Noß) is een plaats in de Estlandse gemeente Peipsiääre, provincie Tartumaa. De plaats heeft de status van dorp (Estisch: küla) en telt 105 inwoners (2021). In 1972 had het dorp 236 inwoners, in 2000 waren dat er 131 en in 2009 121.
Tot in oktober 2017 hoorde Nina bij de gemeente Alatskivi. In die maand werd Alatskivi bij de gemeente Peipsiääre gevoegd.
Nina ligt aan het Peipusmeer. De naam betekent ‘neus’ of ‘kaap’. Inderdaad heeft de kust bij Nina een vooruitstekend deel, dat wel iets weg heeft van een neus. Het strand is steenachtig. Volgens een legende wilde Kalevipoeg hier een brug over het Peipusmeer bouwen, maar een storm vernielde de brug nog voor ze klaar was en verspreidde de stenen over de omgeving.
Op de kaap, vlak bij de kerk, staat de vuurtoren van Nina, die gebouwd is in 1938. Als het mistig was op het Peipusmeer en het lichtsignaal van de vuurtoren moeilijk door de mist heen kwam, werden volgens de overlevering vroeger wel de kerkklokken geluid. De vuurtoren is gebouwd in 1938 en is 11 meter hoog.

## Geschiedenis
Nina werd in de tweede helft van de 17e eeuw gesticht door Russische vissers, die een concessie hadden gekregen om in het Peipusmeer te vissen. Zelf noemden ze hun dorp Nos Derewnija (Нос Деревния, ‘Neusdorp’). Daarvan is de Duitse naam Noß afgeleid. De Esten noemen het dorp naast Nina ook wel Ninaküla; dat betekent ook ‘Neusdorp’. De eerste vermelding van het dorp dateert uit 1722 onder de naam Nennalt.
Nina is het oudste Russische vissersdorp aan het Peipusmeer. Andere belangrijke vissersplaatsen kwamen later: in de 18e eeuw Rootsiküla, Varnja en Kasepää, in de 19e eeuw Kolkja en Sohvia (dat in 1977 opging in Kolkja). Kallaste werd voor het eerst genoemd in 1796, net op de grens tussen de 18e en de 19e eeuw.
In de loop der tijd zijn enkele buurdorpen als Krundiküla en Uus-Ninaküla in Nina opgenomen, het laatst Ninasoo in 1977.

## De kerk
In 1782 had het dorp een Russisch-orthodoxe kapel. Toen die was ingestort, werd in de jaren 1827-1828 een Russisch-orthodoxe kerk gebouwd, de Kerk van de Bescherming van de Moeder Gods (Estisch: Jumalaema Kaitsmise kirik). In 1908 werd deze vergroot. Het grondplan van de kerk is een kruis. In het midden van de kerk is een koepel met een toren bekroond door een ui. Ook op de twee uiteinden van de ‘dwarsbalk’ staan lagere torens die uitlopen in een ui. De klokkentoren, de hoogste van de vier, bevindt zich boven de hoofdingang. De iconostase is overgenomen van een kerk in Daugavpils en dateert uit de 18e eeuw. Daarnaast heeft de kerk nog twee kleinere iconostasen uit de vroege 20e eeuw. De kerk is een beschermd monument. Ze valt onder de Estische Orthodoxe Kerk onder het patriarchaat Moskou.
Tussen 1847 en 1973 had Nina een school, die aanvankelijk een orthodoxe parochieschool was.

## Foto's

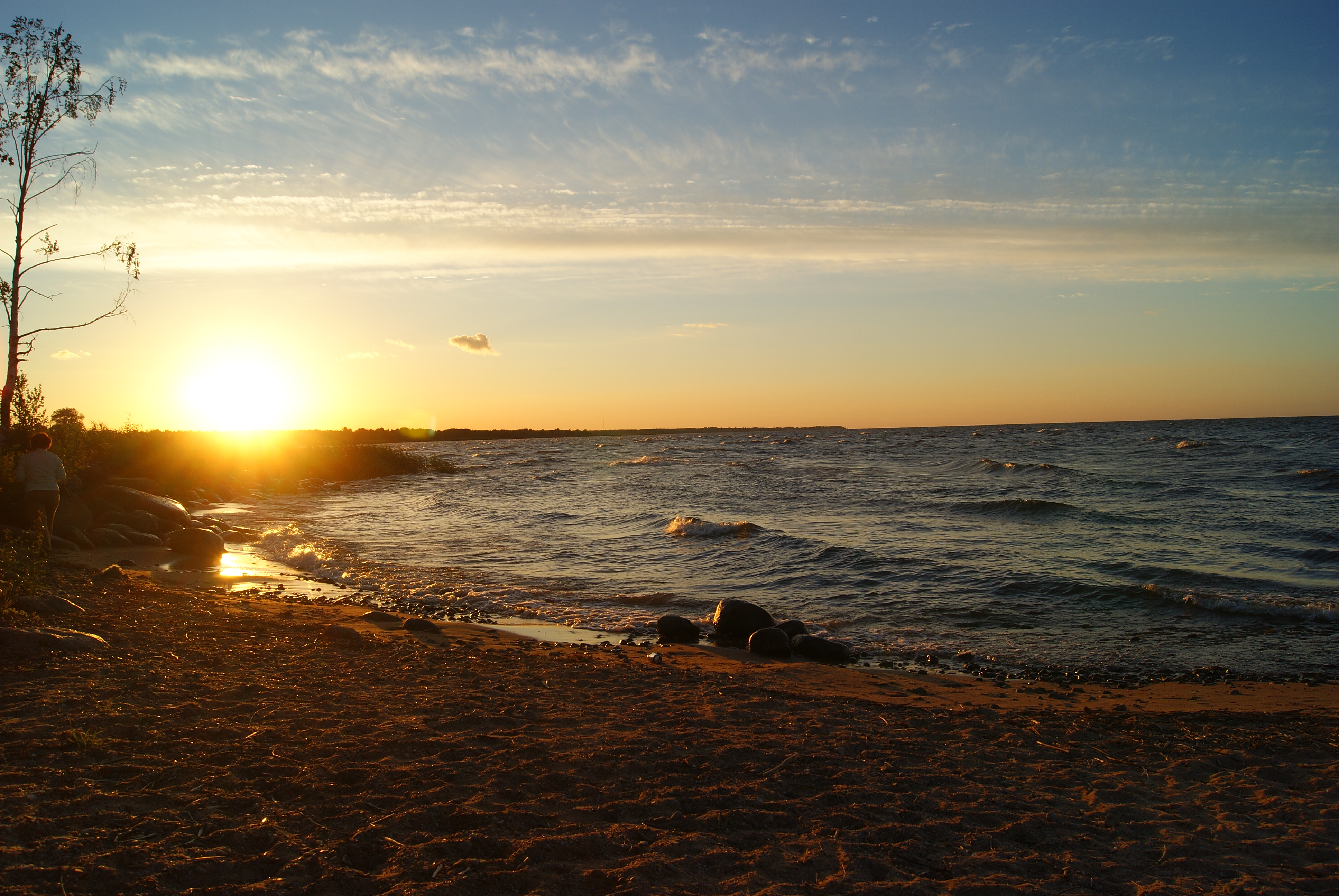
Het strand van Nina
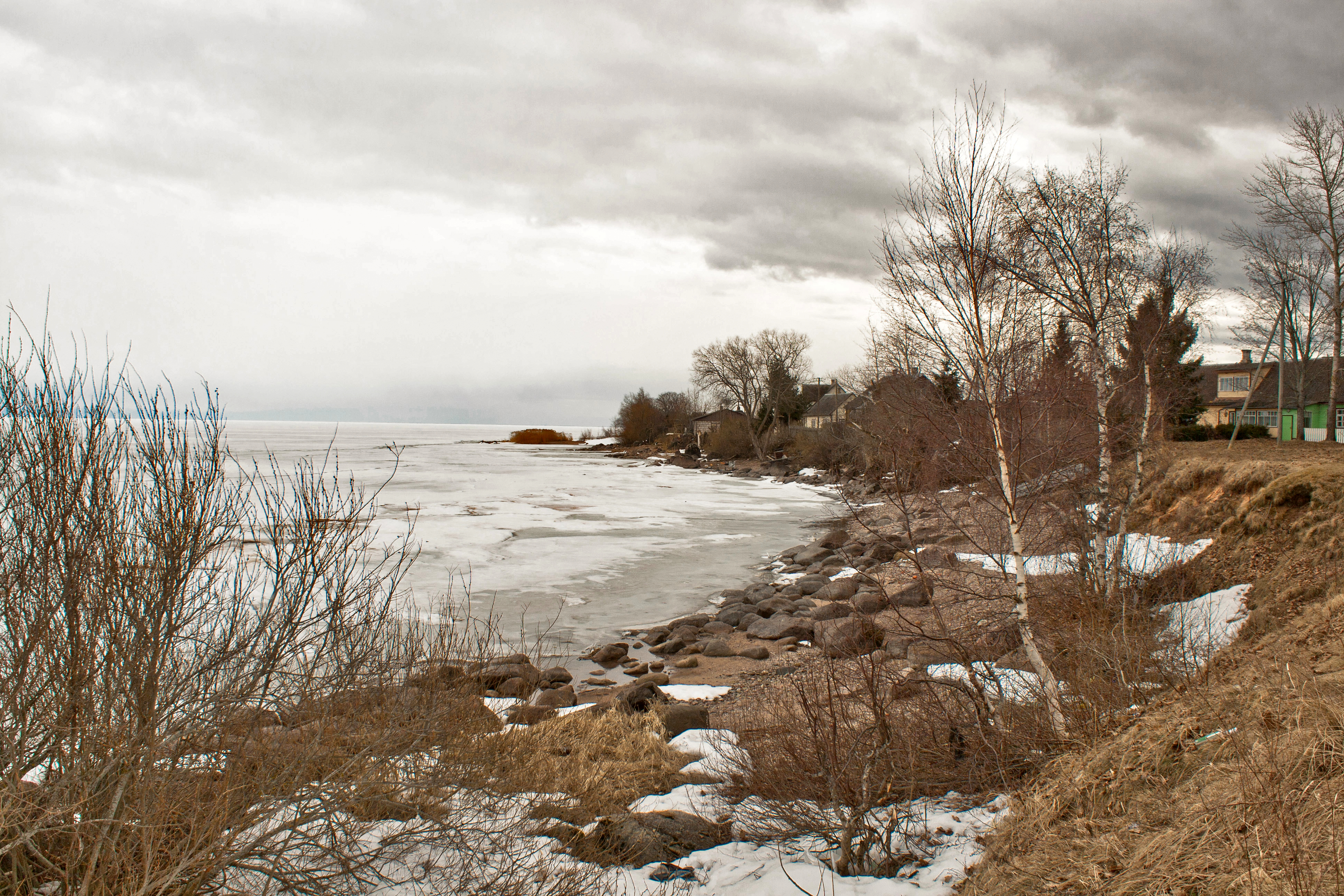
Het Peipusmeer in de winter
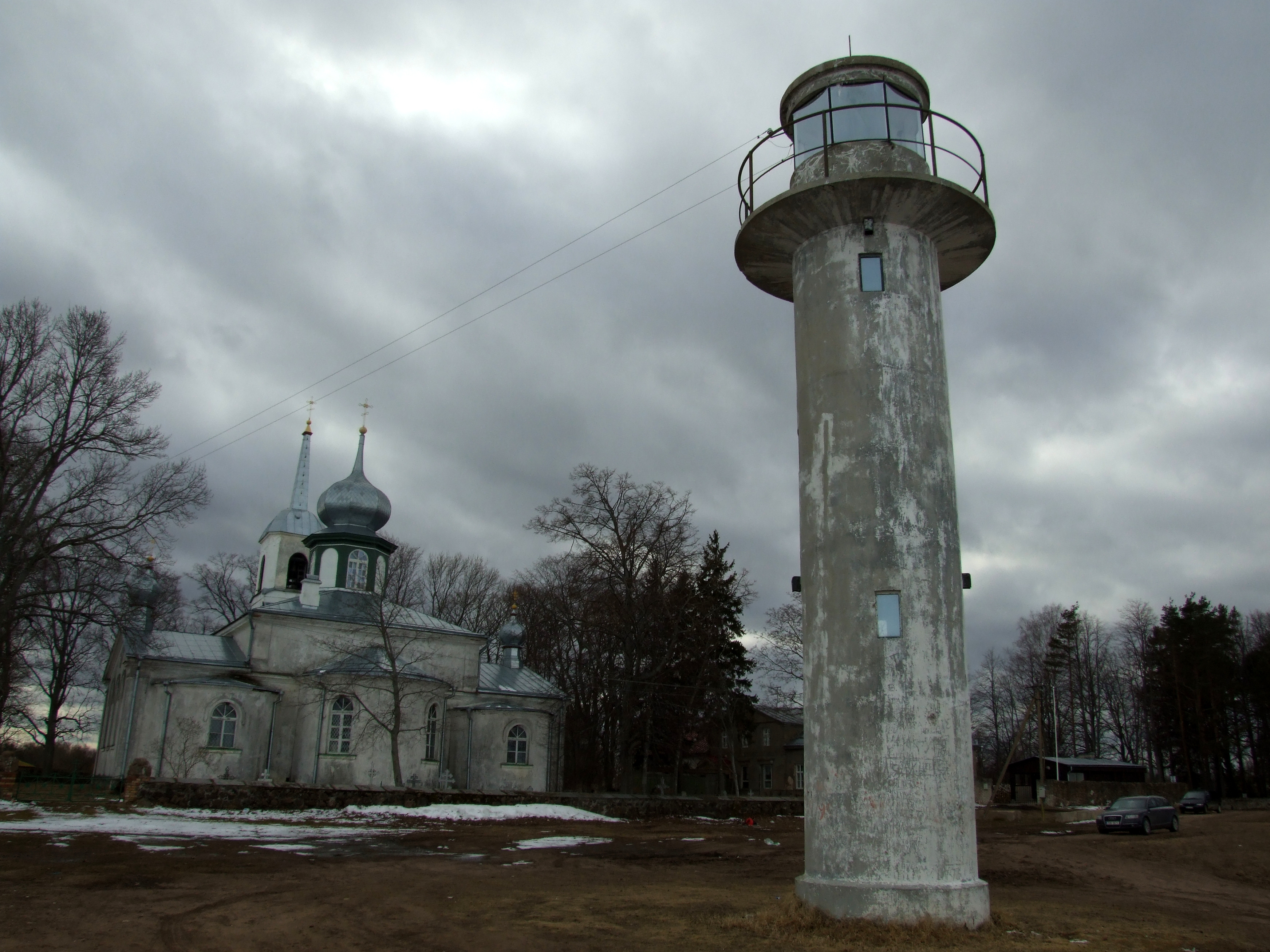
De kerk en de vuurtoren
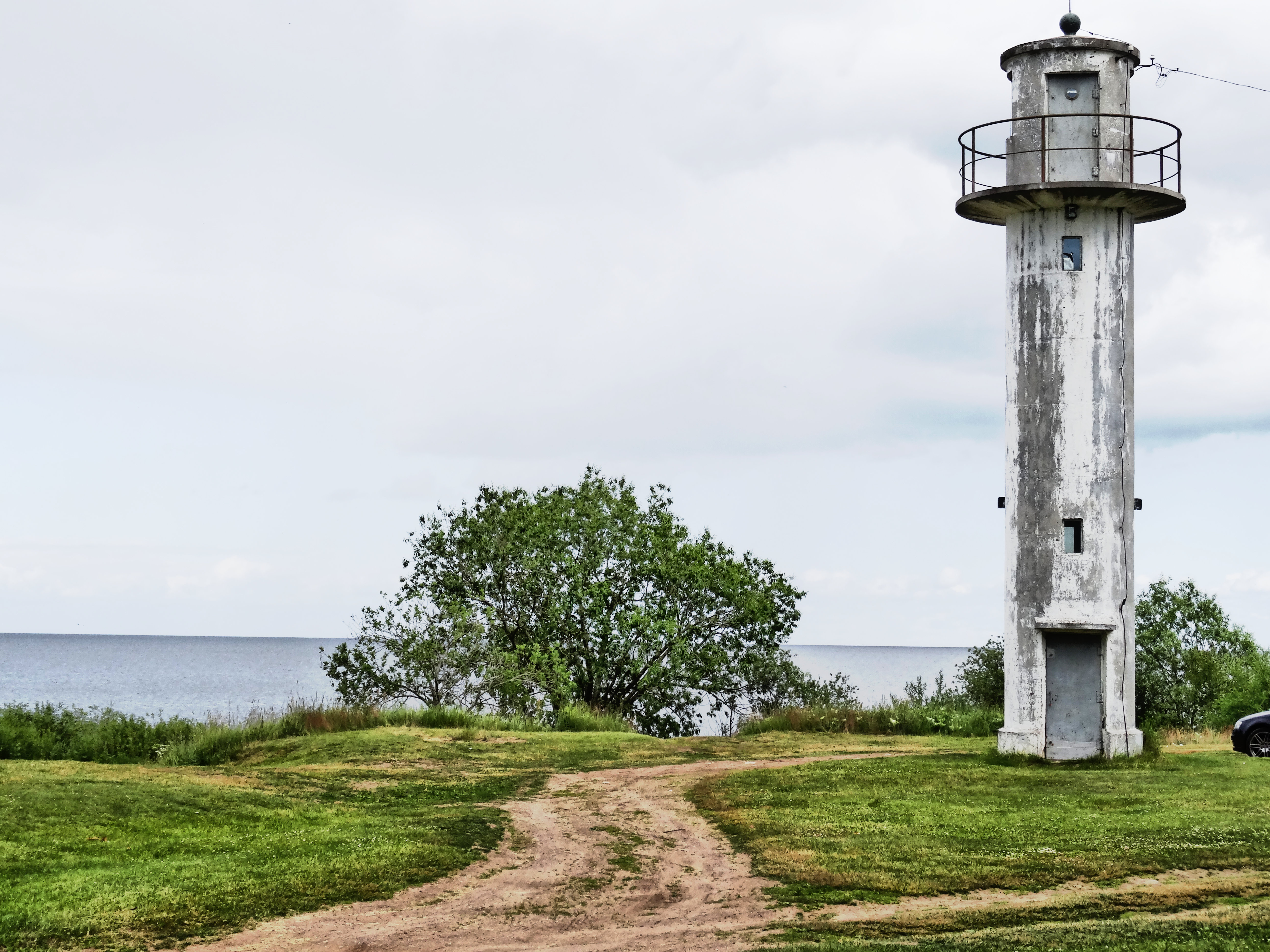
De vuurtoren
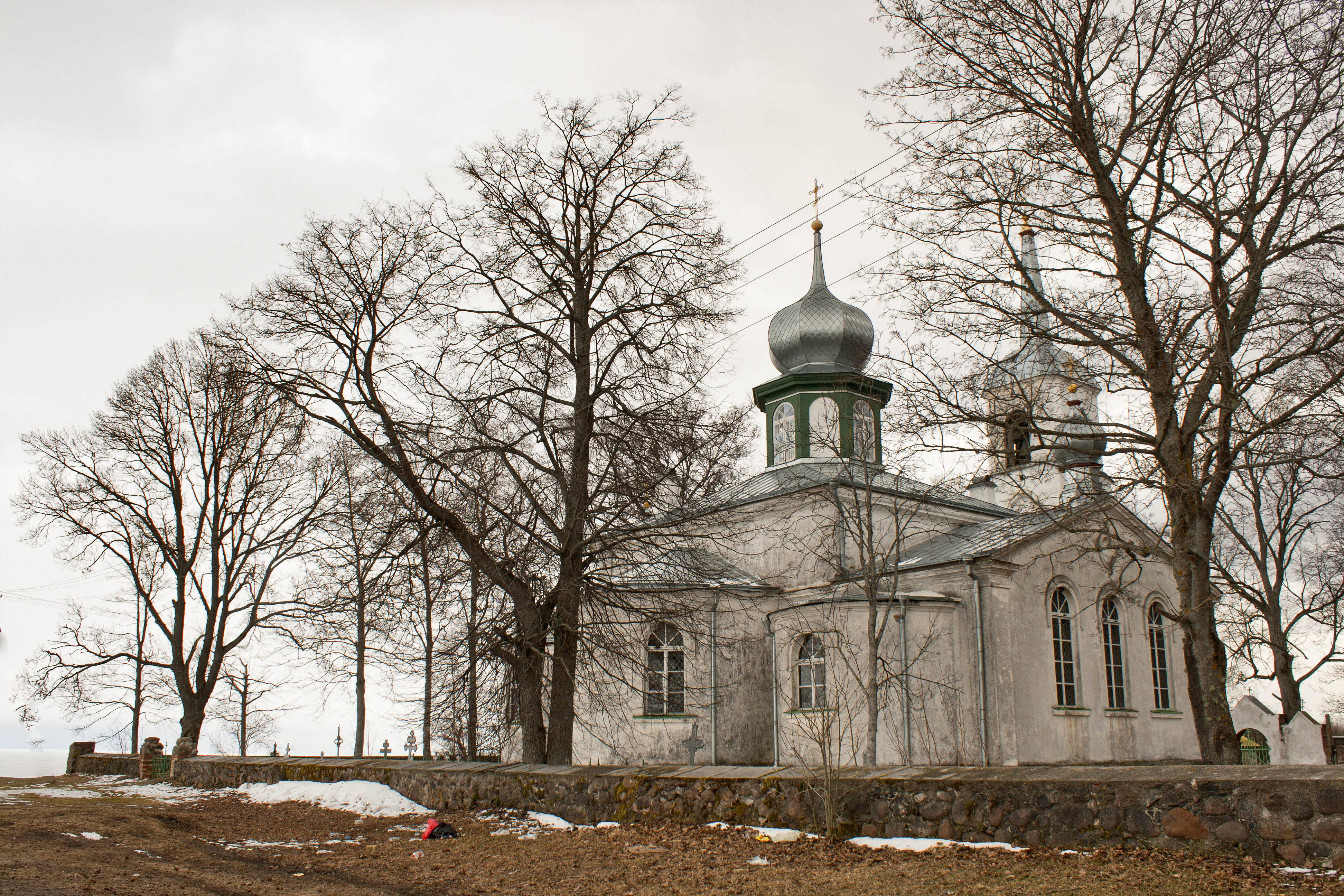
De kerk
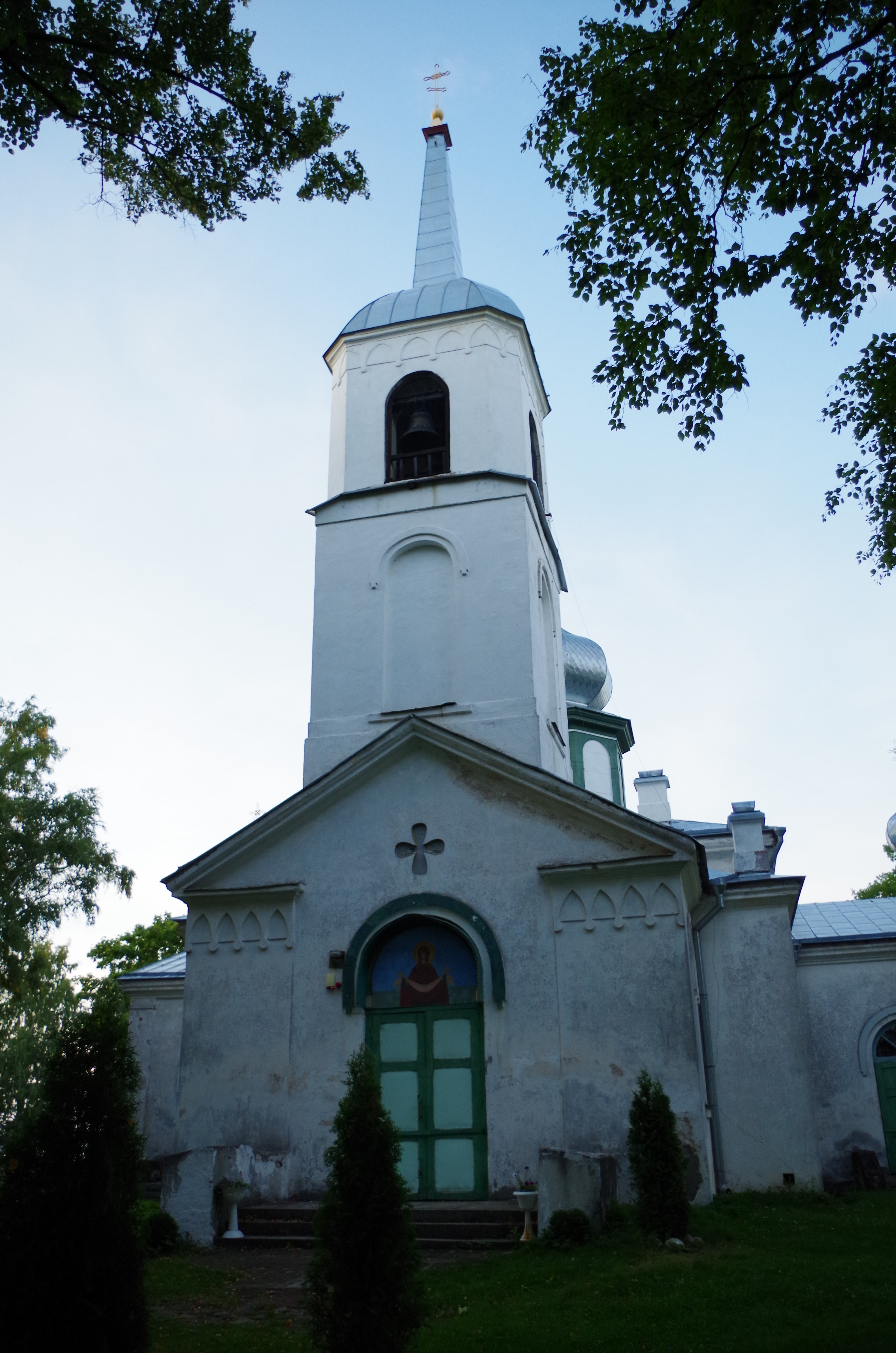
De klokkentoren
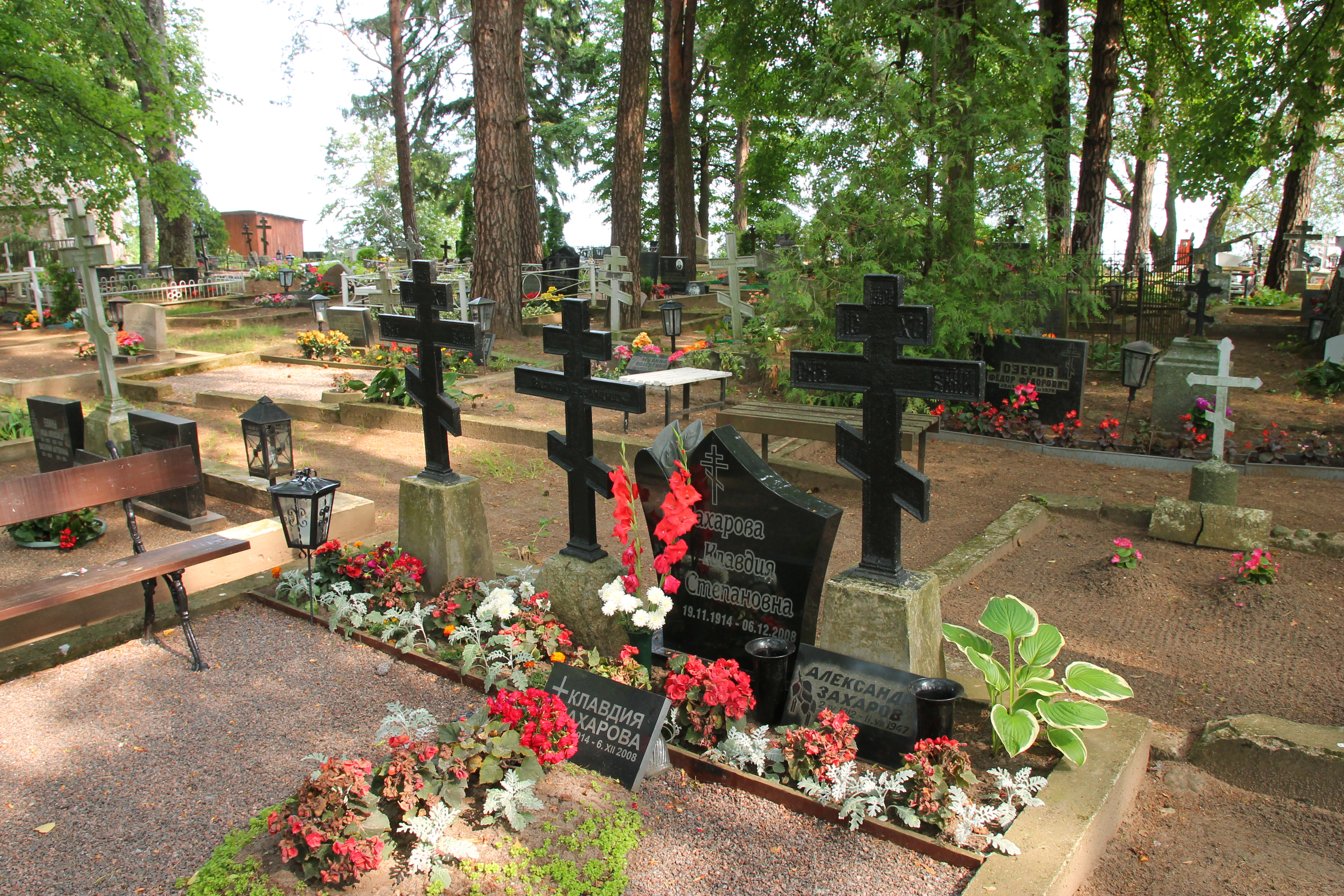
Het kerkhof bij de kerk
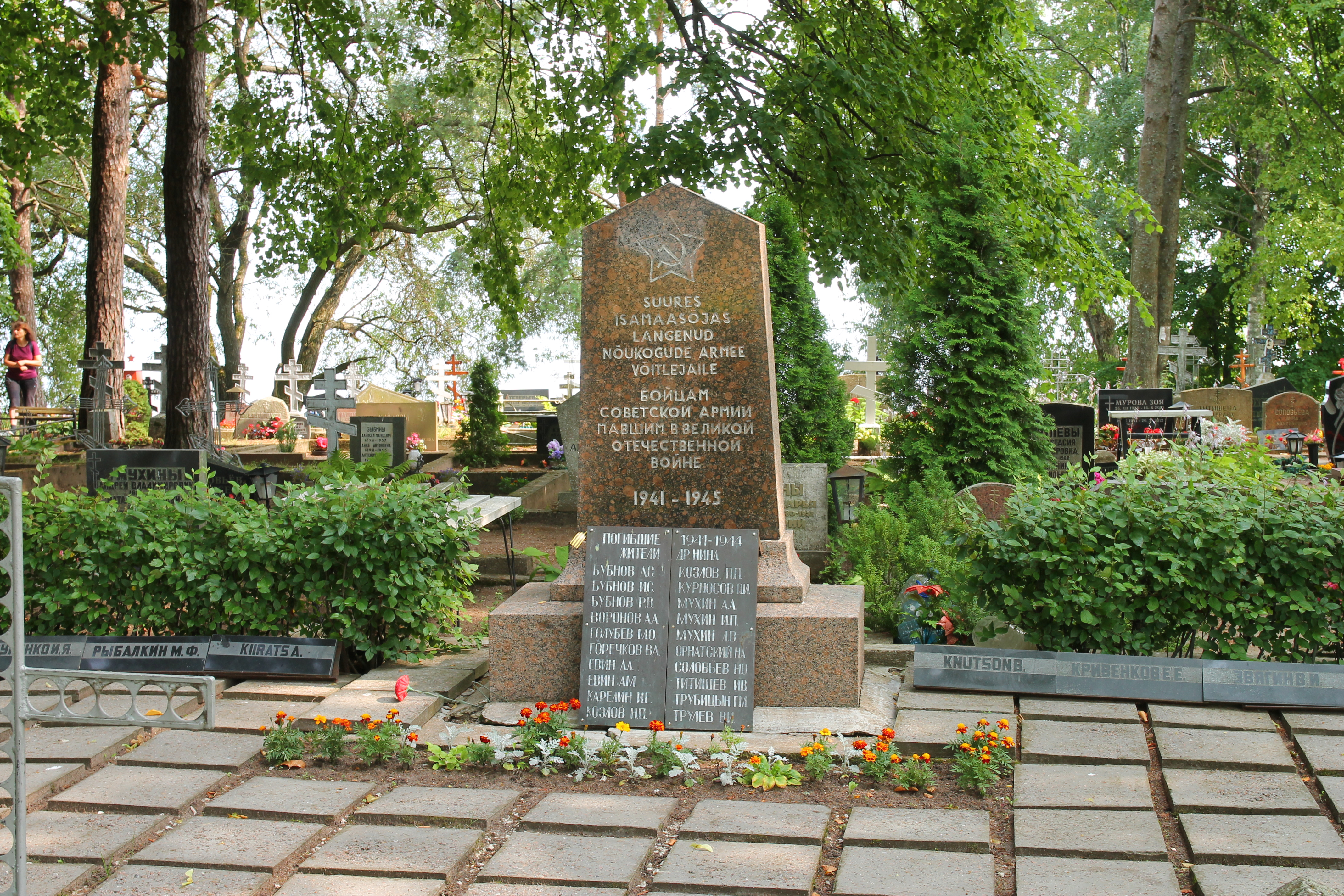
Monument voor de sovjetmilitairen gesneuveld in de Tweede Wereldoorlog